# ホルスト・ダスラー
ホルスト・ダスラー（Horst Dassler、1936年3月12日 - 1987年4月9日）はアディダスの創始者アドルフ・ダスラーの長男。アリーナを設立し、アディダスの会長に就任し、1987年、51歳でがんのために亡くなったが、死亡当時は40カ国に関連会社を持つ世界最大のスポーツ用品メーカーだった。ホルスト自身は、サッカーとオリンピックの世界統治機関の権利を管理する彼の別々のビジネスの結果としてスポーツスポンサーシップの父として知られていた。

## 人物
ダスラーは1960年に父親の会社に入社し、アルザスにアディダスの関連会社を設立し、後にフランスで支配的なスポーツ用品メーカーになった。ダスラーの業績の中には、1973年のアリーナ水着ラインの創設があった。 ダスラーは1972年のミュンヘンオリンピックでのマーク・スピッツのパフォーマンスに感銘を受けた。超軽量の生地を開発したダスラーは、オーストラリアの水泳選手シェーン・グールドを説得し、シェーン・グールド女性水着コレクションを宣伝するためのスポンサー契約を締結した。ダスラーはスポンサー契約に選手に署名し続け、1976年モントリオールオリンピックまでに「アリーナエリートチーム」にはマーク・スピッツ、ノヴェッラ・カリガリス、スティーブ・ファーニス、デビッド・ウィルキー、シャーリー・ババショフ、ゲイリー・ホール・シニア、クラウス・ディビアシ、ウルリカ・ナペ、マキシン「ミク」キングが含まれていた。個々の選手に署名するだけでなく、ダスラーはアディダスの先駆的なドライブを率いて、全国スポーツ連盟とオリンピック委員会に独占的な靴とアパレル契約を結んだ。アディダスはホルストの死後、この事業のかなりのシェアを失ったが、5年後でさえアディダスは約100社と関係を持っていた。
1978年に父親が亡くなった後、ホルストの母ケス（カタリーナ）・ダスラーが会社の会長に就任し、ホルストはドイツに戻り、同社の経営トップに就任した。 1984年に母親が亡くなったとき、ホルストは会長の職に就任した。 
経営を引き受けて、ホルストはすぐにスポーツ靴ウェアの競争を激化させるという課題に直面した。ナイキは米国と日本でアディダスの市場シェアを侵食し、父親との紛争の後にダスラーの叔父によって設立されたプーマは、前年にアスレチックフットウェアの販売を35%増加させました。ダスラーは、家族を置き換えるために会社の本社に専門の管理チームを設置することで、この課題に対応しました。アディダスの売り上げがナイキの3分の1に落ち込んだ米国では、ホルストは流通チャネルを多様化し、アディダスが満足できなかったアスレチックからカジュアルな履物への消費者需要のシフトに対応しようとした。
ホルスト・ダスラーはスポーツスポンサーシップの父として知られていた。1970年代半ばにダスラーは英国のパトリックJ.ナリーと最初のスポーツマーケティング会社を結成した。2人は新たに選出された国際サッカー連盟(FIFA)のジョアン・アヴェランジェ会長に近づき、サッカー団体は収益を最大化していないと主張した。ダスラーは、ワールドカップやその他のFIFAの活動のための企業のスポンサーシップを得る提案をした。コカ・コーラをFIFA初の企業スポンサーに説得するのに2つの18ヶ月間の高圧セールスマンシップがかかり、800万ドルを約束しました。コカ・コーラは、このようにスポーツの最初の排他的な世界的なスポンサーとなりました。ダスラーとナレーは、マクドナルドやリーバイ・シュトラウスなどのブルーチップ企業からスポンサーを獲得し続けた。ダスラーのビジネス慣行には限界がほとんどなく、デビッド・ヤロップは著書『ゲームを盗んだ方法』の中で、アヴェランジェとの関係は「ドラツィエハー」だったと述べている。ダスラーは「人形師」でした。1982年、ダスラーはナリーと決別し、FIFAの権利をマーケティングし続けるが、FIFAから大量に買収した広告パッケージにテレビの権利を追加したISLマーケティングA.G.(インターナショナル・スポーツ・アンド・レジャー)を設立した。
1985年5月、国際オリンピック委員会(IOC)の企業スポンサープログラムを管理するためにISLが選ばれた。非常に有利な契約は、競争入札なしで、そしてNallyのライバルマーケティング会社であるWest Nally,Ltd.に代替案を作成する機会を提供することなく授与された。多くの人は、アディダスとIOCの個人的な関係が私的な取り決めの背後にあると疑った。IOCのフアン・アントニオ・サマランチ会長はいかなる不当性も否定し、ダスラーはオリンピック運動の善意によってのみ動機づけられたと主張し、利益相反があると否定した。イギリスのスポーツジャーナリスト、ヴィヴ・シムソンとアンドリュー・ジェニングスによると、ダスラーとISLはオリンピックを大成功の収益を生み出す企業に変える主な責任を負った。ダスラーは、コカ・コーラや他の重要な企業によるオリンピックのスポンサーシップを得るために彼の連絡先を使用し、モンテカルロ銀行からオリンピック資金を得た。数年後、サマランチはダスラーの葬儀の主なエウロジストだった。
ダスラーの死後数年後、2001年5月にISLは3億ドルの純負債を抱えて破産を申し立てた。